# 森特維爾 (伊利諾伊州卡爾霍恩縣)
森特維爾（英語：Centerville）是位於美國伊利諾伊州卡爾霍恩縣的一個非建制地區。該地的面積和人口皆未知。

## 地理
森特維爾的座標為39°55′49″N 90°34′18″W / 39.93028°N 90.57167°W，而該地的平均海拔高度為162米（即531英尺）。